# .fi
.fi — в Інтернеті, національний домен верхнього рівня (ccTLD) для Фінляндії.

## Домени 2-го та 3-го рівнів
В цьому національному домені нараховується близько 22,200,000 вебсторінок (станом на січень 2007 року).
У наш час використовуються та приймають реєстрації доменів 3-го рівня такі доменні суфікси (відповідно, існують такі домени 2-го рівня):
| Суфікс  | Регламентовані користувачі                                            |
| .edu.fi | Наукові та дослідницькі установи, коледжі, університети або інститути |
| .mil.fi | Військові організації                                                 |
| .or.fi  | Неприбуткові, неурядові організації                                   |
| .pp.fi  | Родини, приватні особи                                                |